# 松石安治
松石 安治（まついし やすはる、1859年6月21日（安政6年5月21日） - 1915年（大正4年）5月25日）は、日本の陸軍軍人。最終階級は陸軍中将。

## 経歴
福岡県出身。松石兵蔵の二男として生れる。宮本洋学校を経て、1883年（明治16年）12月25日、陸軍士官学校（旧6期）を卒業し歩兵少尉任官、歩兵第3連隊付となる。
後の初代文部大臣森有礼が導入を推進していた「兵式体操」調査のため、1885年（明治18年）9月5日に文部省御用掛兼務、9月8日には 体操伝習所勤務となる。同伝習所が東京師範学校附属となるに伴い、同年12月28日に東京師範学校御用掛、さらに師範学校令による同校の高等師範学校への改編に伴い、1886年（明治19年）5月13日に高等師範学校教諭兼任（奏任官六等）となり、翌1887年（明治20年）4月まで兵式体操担当教官として指導した。
1890年（明治23年）12月、陸軍大学校（6期）を優等で卒業、同月参謀本部出仕。1893年（明治26年）12月から翌94年11月までインドに派遣され、帰国後大本営付を経て、1895年（明治28年）2月、混成支隊参謀に発令され台湾平定作戦に参戦した。同年8月、台湾総督府陸軍参謀に就任、11月に歩兵少佐となる。1896年（明治29年）6月に陸軍大学校兵学教官に就任。1900年（明治33年）2月より軍事研究のためドイツ駐在。1901年（明治34年）4月に歩兵中佐、1903年（明治36年）5月に再び陸大兵学教官となる。同年10月、京城駐在となり将来の対露軍事作戦に備えた事前工作を行った。同年11月、歩兵大佐となる。
1904年（明治37年）2月、第1軍参謀副長に発令され日露戦争に出征。藤井茂太参謀長と反りが合わず、同年9月に大本営陸軍参謀に転じた。1906年（明治39年）1月に陸大幹事に就任、同年4月には参謀本部第二部長となる。1907年（明治40年）1月から8月まで、日英同盟条約中の軍事協約に関して陸軍大将伏見宮貞愛親王に随行して渡英。同年11月、陸軍少将に昇進。1908年（明治41年）12月、参謀本部第一部長に転じ、同月東宮御用掛を兼務した（11年11月迄）。1910年（明治43年）12月、出張先の満州でオンドルにより一酸化炭素中毒となり療養。1911年（明治44年）10月に待命、1912年（大正元年）10月には休職。 1914年（大正3年）5月、陸軍中将に進級とともに予備役編入となった。
1915年5月、療養中に東京市淀橋区柏木（現新宿区）の自宅で死去。墓所は雑司ヶ谷霊園。

## 栄典
位階・勲章等
- 1889年（明治22年）7月15日 - 従七位[13]
- 1893年（明治26年）12月27日 - 正七位
- 1895年（明治28年）11月28日 - 功五級金鵄勲章並年金及び勲六等瑞宝章（日清戦争の功に依る）
- 1896年（明治29年）5月15日 - 従六位
- 1901年（明治34年）7月10日 - 正六位
- 1901年（明治34年）11月30日 - 勲五等瑞宝章
- 1904年（明治37年）2月19日 - 従五位
- 1905年（明治38年）5月30日 - 勲四等瑞宝章
- 1906年（明治39年）4月1日 - 功三級金鵄勲章並年金及び勲三等旭日中綬章（日露戦争の功に依る）
- 1907年（明治40年）12月27日 - 正五位
- 1914年（大正3年）6月10日 - 従四位[14]
- 1915年（大正4年）5月25日 - 勲二等瑞宝章[15]

外国勲章佩用允許
- 1904年（明治37年）11月9日 - 大韓帝国：勲二等八卦章[16]
- 1907年（明治40年）10月23日[17]
  - フランス共和国：レジオンドヌール勲章オフィシエ
  - 大英帝国：ヴィクトリア第三等勲章
  - オーストリア＝ハンガリー帝国：鉄冠第二等勲章
  - ルーマニア王国：ルーマニア星勲章剣付第三等勲章
- 1907年（明治40年）11月29日 - オスマン帝国：オスマニエ第二等勳章[18]

## 著作
単著
- 『戦術講授書』軍事教育会、1897年。

編
- 『普通体操隊列運動法』金港堂、1886年。